# Otto Wilhelm Barth
Otto Wilhelm Barth (geboren am 25. September 1882 in Leipzig; gest. nach 1930) war ein deutscher Verleger und Herausgeber esoterischer Schriften. Er war Mitbegründer des heute noch existierenden, nach ihm benannten Otto Wilhelm Barth Verlags.

## Leben und Wirken
Barth war der Sohn eines Leipziger Buchhändlers. Er war künstlerisch interessiert, beschäftigte sich mit Philosophie, Religion und Theosophie, und war Mitglied der Internationalen Theosophischen Verbrüderung in Leipzig. Bei deren Veranstaltungen erscheint er bis 1908 als „Schauspieler des Leipziger Schauspielhauses“, wo er bei musikalischen Vortragsabenden Dante, Goethe und Byron rezitierte.
In den folgenden Jahren hatte Barth einen Bühnenvertrieb und einen Verlag in Leipzig, in dem unter anderem die Reihe Das Theater – eine Sammlung dramatischer Werke erschien. Ein Otto Wilhelm Barth-Verlag (Inhaber Ernst Rainer Wunderlich) ist bis 1931 in Leipzig nachweisbar. Vermutlich hatte Barth seinen Verlag beim Umzug nach München verkauft.
Etwa 1920 zog Barth um nach München, wo er ab 1921 mehrere Firmen gründete, nämlich den Jati-Verlag, in dem vorwiegend astrologische Schriften und Ephemeriden erschienen, sowie die Buchhandlung Asokthebu als „Spezialbuchladen für Okkultismus, Astronomie, Astrologie, Theosophie, Mystik, Religionsphilosophie“, der dann auch Verlagsbuchhandlung und Geschäftsstelle der 1921 von Heinrich Tränker gegründeten Lotus-Gesellschaft war und in dem auch die Lotus-Blätter erschienen, die den Mitgliedern der Lotus-Gesellschaft alte und neue geheimwissenschaftliche Literatur durch Neudruck und Herausgabe zugänglich machen sollten. Ab 1923 verlegte er Pansophia – Urquellen inneren Lebens. Zum Heile der Welt neu kundgegeben von einem „Collegium Pansophicum“, eine Schriftenreihe aus dem Umfeld der Pansophischen Gesellschaft. 
Nebenbei führte Barth 1922 auch Regie in dem Stummfilm Das Blut der Schwester, einem „okkulten Sensationsfilm in 5 Akten“, für den Ernst Schertel das Drehbuch schrieb.
Im Dezember 1924 schließlich gründete er zusammen mit Fritz Werle (1899–1977), zuvor Lektor des Wolkenwanderer-Verlags in Leipzig, den Otto Wilhelm Barth-Verlag, Gesellschaft mit beschränkter Haftung. Als Gesellschaftsanteile brachte Werle 4000 und Barth 1000 Reichsmark auf, der Anteil von Barth bestand allerdings nur aus verrechneten Verlagsrechten des Asokthebu-Verlags. Im Juni 1925 kam Hermann von Glenck als weiterer Gesellschafter hinzu. 
Offenbar konnte Barth, der außer dem Barth-Verlag ja noch mehrere weitere Unternehmungen leitete, Zeitschriften herausgab etc., seinen Verpflichtungen als Geschäftsführer des Barth-Verlags nicht in erwarteter Weise nachkommen, denn am 3. Januar 1926 kündigten die beiden anderen Gesellschafter ihm unter anderem mit Verweis auf das Wettbewerbsverbot: „Weiterhin erfuhren wir, dass Sie anderweitige Dienste leisten. Sie haben deshalb die Ihnen nach § 60 HGB obliegende Verpflichtung verletzt. Auch in diesem Sinne gilt unsere Kündigung.“ Differenzen scheint es auch in Hinblick auf das Verlagsprogramm gegeben zu haben, da der hauptsächlich an Astrologie interessierte Werle wenig Sinn für Pansophie und Ähnliches hatte (Bart über Werle: „Pansophiegegner von Anfang an“).
Im März 1926 hatte Barth den nach ihm benannten Verlag verlassen bzw. war dazu gezwungen worden. Der O. W. Barth Verlag in München-Planegg besteht bis heute und ist einer der renommierteren deutschen Esoterik-Verlage. Eine Namensänderung des Verlags durchzusetzen gelang Barth nicht.
1927 startete Barth das ehrgeizige Unternehmen einer alchemistischen Fachzeitschrift, die unter dem anspruchsvollen Titel Alchemistische Blätter. Erstes deutsches Fachblatt für alle Gebiete der Alchemie. Monatsschrift für das Gesamtgebiet der Hermetischen Wissenschaften in alter und neuer Zeit. Organ verschiedener Alchemistischer Gesellschaften, Logen, Schulen erschien. Es gelang Barth, respektable Autoren für seine Zeitschrift zu gewinnen, dazu gehörten François Jollivet-Castelot, Ernst Darmstaedter, Albert Herba (d. i. Hermann Baumann), Ferdinand Maack, Alfred Müller-Edler, Dr. Franz Spunda (1890–1963) und Oswald Wirth (1860–1943). Auch Gershom Scholems Aufsatz Alchemie und Kabbala erschien hier erstmals.
Trotz solcher Autoren war das Unternehmen nicht erfolgreich. Bereits nach dem ersten Jahrgang setzte das Erscheinen zwei Jahre lang aus. Auch sonst waren die Zeiten für Barth wirtschaftlich schwierig. Den Verlag Asokthebu hatte er seiner Frau überschrieben, dennoch ging er 1927 in Konkurs. Barths finanzielle Situation muss desolat gewesen sein, denn 1928 schrieb Eugen Grosche an Martha Küntzel: „[Barth] zieht jedenfalls aus einem möblierten Zimmer in das andere und befindet sich in so schlechten Verhältnissen, dass er sogar auf der Strasse bei einem Schnellphotographen Dienst tut.“ Im gleichen Jahr aber gelingt es Barth, eine neue Anstellung als „Manager“ der Zeitschrift Neue Wege zu finden und 1930 kann er den zweiten (und letzten) Jahrgang der Alchemistischen Blätter herausbringen. 
In dessen ersten Heft erscheint unter der Rubrik „Notizen aus der Bewegung“ ein Hinweis auf eine Reichsarbeitsgemeinschaft „Das kommende Deutschland“, hinter der Barth steht, und es heißt über diese: „Die Gemeinschaft ist absolut unpolitisch und unparteiisch. Jeder ‚Suchende‘ ohne Unterschied des Geschlechts und seiner sozialen Stellung ist willkommen.“ Als Programmschrift dieser Reichsarbeitsgemeinschaft dient eine von einem Johannes Täufer verfasste Schrift mit dem vielversprechenden Titel „Vril“ Die kosmische Urkraft. Wiedergeburt von Atlantis.
Die im Text angegebene Anschrift des „Zentralbüros“ der Reichsarbeitsgemeinschaft stimmt mit der Verlagsaddresse von Barth überein, unter der dieser das Deutsche Verlagshaus für Naturopathie und den Otto Wilhelm Barth-Verlag Berlin betrieb.
Im gleichen Jahr erschien eine weitere von der Reichsarbeitsgemeinschaft herausgegebene Schrift unter dem Titel Weltdynamismus. Streifzüge durch technisches Neuland an Hand von biologischen Symbolen. und als Beilage des 2. Heftes der jetzt Archiv für alchemistische Forschung benannten Alchemistischen Blätter die einzige Ausgabe der als offizielles Organ der Reichsarbeitsgemeinschaft gedachten Zeitschrift für Weltdynamismus. Zur Einführung in die Bio-Technik. In dieser wird das Vorhaben der Reichsarbeitsgemeinschaft wie folgt dargestellt:

„Die Reichsarbeitsgemeinschaft ‚Das kommende Deutschland‘ macht es sich nunmehr zur Aufgabe, das deutsche Volk über alle Angelegenheiten aufzuklären und wird dies durch große Massenversammlungen, laufend erscheinende Flugblätter, Druckschriften und das vorliegende offizielle Organ bewerkstelligen.
Es ergeht der Ruf an alle gutgesinnten Menschen, die willens sind, aus den bestehenden, unhaltbaren wirtschaftlichen und ethischen Verhältnissen herauszukommen, sich unserer Bewegung anzuschließen. Die neue Technik erbringt der Menschheit vollkommene Naturbeherrschung. Die Urkraft ist mit keiner der gegenwärtigen bekannten Energien gleichzusetzen, da sie die Kraft aller Kräfte darstellt, mit denen wir heute in der Technik arbeiteten. Sie ist die psychophysische Universalenergie und als solche vitalschöpferisch.“

Obwohl eine „vitalschöpferische Universalkraft“ offenbar eine fabelhafte Sache ist, fanden sich nur eine Handvoll Interessierter, weshalb die geplanten Massenveranstaltungen nicht realisiert werden konnten. Einer der wenigen vom Vril Begeisterten war der Verleger Frank Glahn (1865–1941), der in seiner Zeitschrift Astrale Warte einen flammenden Aufruf von Rudolf Sieber veröffentlichte, in dem dieser Barth als den „Geschäftsführer des Kommenden Deutschland“ bezeichnete. Im Oktober 1930 erschien dann noch in der gleichen Zeitschrift ein Zweites Flugblatt der Reichsarbeitsgemeinschaft „Das kommende Deutschland“. Dies war wohl die letzte publizierte Äußerung der Gruppe, allerdings nicht deshalb, weil die Arbeit mit der Urkraft nun im Geheimen fortgesetzt worden wäre, sondern weil die Gruppe zerbrach. Johannes Täufer wurde als Hans Janik enttarnt, der die Vril-Kraft dem eigentlichen Erfinder Carl Schappeller gestohlen hätte. Barth sei dabei ebenfalls getäuscht worden und habe dabei für „Bureaumiete, Druckkosten und sonstigen Unkosten etwa 1000 M Schaden erlitten“.
In der Folge verlieren sich die Spuren der Tätigkeit Barths. Über Zeitpunkt und Umstände seines Todes ist nichts bekannt.
Von der Reichsarbeitsgemeinschaft war in den folgenden drei Jahrzehnten ebenfalls nichts mehr zu hören, bis sie in den 1960er Jahren in phantastisch ausgeschmückter Form als Vril-Gesellschaft in einem Buch von Louis Pauwels und Jacques Bergier erschien.